# エノラ・ゲイ

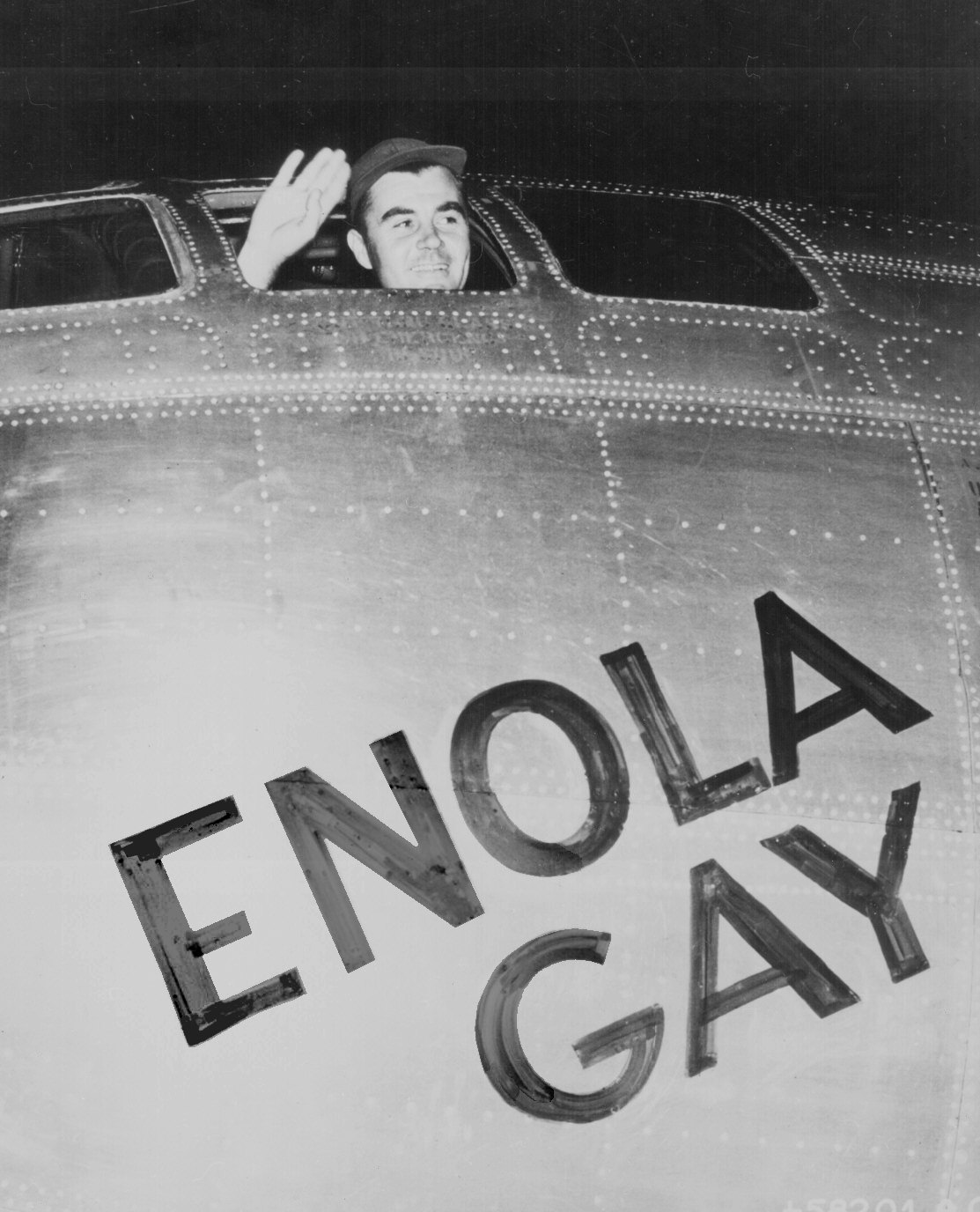
広島出撃に際し機長席から手を振るポール・ティベッツ大佐

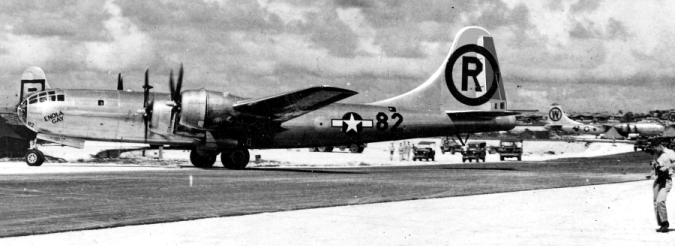
原爆投下終了後テニアン島に帰投したエノラ・ゲイ。テールコードが変更されている

エノラ・ゲイ（アメリカ英語: Enola Gay）は、太平洋戦争末期に運用されたアメリカ陸軍航空軍第509混成部隊第393爆撃戦隊所属のB-29の機名。B-29の中で原爆投下用の改造（シルバープレート形態）が施された15機の内の1機である。ビクターナンバー82、機体番号44-86292号機。
1945年8月6日午前8時15分に広島県広島市に原子爆弾（原爆）「リトルボーイ」を投下したことで知られる。また、同年8月9日の長崎県長崎市への原爆投下の際にも、投下の第1目標となった小倉市（現北九州市）の天候観測機として作戦に参加している。

## 概要
エノラ･ゲイは、ネブラスカ州に存在したグレン・L・マーティン・カンパニー ベルビュー工場（現オファット空軍基地）で製造された。その後、ポール・ティベッツ大佐により1945年5月18日に陸軍航空隊509混成部隊へ配属されることとなる。1945年7月6日にはアメリカ本土からテニアン島へ到着し、その日のうちに原爆を搭載するため、爆弾倉の改造が行われている。
配属当初、ビクターナンバー「12」が割り当てられたが、所属部隊を表す垂直尾翼のマーキングを特殊作戦機と悟られないよう、通常爆撃戦隊である「第6爆撃隊」表示である大型円中心にRへと変更したため、誤認防止のため「82」へ変更された。初期は特殊任務機表示である大型円中心に左向きの矢印である。なお、原子爆弾投下に関する作戦任務終了後の1945年8月中には、テニアン島北飛行場に於いてビクターナンバーは「82」のままで垂直尾翼のマーキングだけを元に戻している。
エノラ･ゲイは9回の訓練ののち、神戸・名古屋へのパンプキン爆弾を使用した爆撃を行った。7月31日には、テニアン沖にて、原爆投下のリハーサルを行い、「模擬リトルボーイ」（L6テスト）を投下した。
機体名称の由来は、機長であるティベッツ大佐の母親、エノラ・ゲイ・ティベッツ（Enola Gay Tibbets）から採られたものである。しかし、重要な任務を行う機体に対して母親の名前を付けることに、44-86292号機司令であるロバート・A・ルイス大尉（原爆投下任務時は副機長を務めた）は強い不快感を示した。

## 事前投下訓練
機体番号292　ビクターナンバー12は、合計9回の投下・飛行訓練に使用された。7月7、9、12、19、22日以外は、機長はルイスRobert A. Lewis（クルーB-9）だった。
- 7月7日　出撃命令9号　マルカス島（南鳥島）爆撃
  - 5機[7]で行う。各機、型500ポンド一般目的弾20発を投下。
  - 機長は、デヴォアーRalph N. Devore（クルーA-3）だった[8][9]

- 7月9日　出撃命令11号　マルカス島（南鳥島）爆撃
  - 5機[10]で行う。各機、500ポンド一般目的弾20発を投弾。
  - 機長は、デヴォアーRalph N. Devore（クルーA-3）だった[11]。

- 7月12日　出撃命令14号　ロタ島爆撃
  - 4機[12]で行う。各機、1000ポンド一般目的弾6発を投弾。
  - 機長は、プライス James N. Price, Jr. (クルーB-7）だった[13][14]。

- 7月17日　出撃命令16号　機器調整とオリエンテーション
  - 2機[15]で行う。機器調整および周辺オリエンテーション。
  - ファラロン・デ・パジャロス（farallon de Pajaros）へ行き、マウグ（Maug）島を経由してロタ島周辺に至りティニアンに帰る[16]。

- 7月18日　出撃命令17号　夜間調整訓練
  - 2機[15]で行う。夜間オリエンテーション[17]。

- 7月18日　出撃命令18号　ググアン島爆撃
  - 4機[18]で行う。各機、1000ポンド一般目的弾6発を投弾[19]。

- 7月19日　出撃命令19号　ググアン島爆撃
  - 5機[20]で行う。各機、1000ポンド一般目的弾6発を投弾。
  - このとき、機長はウィルソンJohn A. Wilson（クルーB-6）だった[21][22]。

- 7月21日　訓練作戦　出撃命令21号　マルカス島(南鳥島)爆撃
  - 2機[23]で行う。各機、500ポンド一般目的弾20発を投弾。[24]

- 7月22日　出撃命令22号　Practice Bombinng（基地周辺爆撃）
  - 7機[25]で行う。機長はマックナイトCharles F. McKnight（クルー B-8）[26]だった。
  - 1000ポンド一般目的爆弾6発を投弾[27]。

## パンプキン爆弾の投下
1945年7月6日にアメリカ本土からテニアン島へ到着して以来、15組のクルーのうちクルーB-9は、エノラ・ゲイを様々な飛行訓練に使用した。第509混成部隊は、1945年7月20日から実戦として約2トンのTNT爆薬を搭載したパンプキン爆弾の投下を日本各地で行った。機体番号292　ビクターナンバー12（エノラ・ゲイ）は、次の作戦に参加した。

### 7月24日　出撃命令24号（作戦任務5,6,7）
作戦任務番号5,6,7の文書に詳細が記入されている。
出撃命令24号。作戦日　1945年7月24日。第509混成部隊のシルバープレート10機が参加。そのうちの1機が機体番号292　ビクターナンバー12（エノラ・ゲイ）であった。機長ルイス、クルー B-9。補助乗員にビーブ（Vernon C. Beebe）が加わる。
結果報告書(最終報告、任務No.6)には次のようなことが書かれている。
「投弾目標は、神戸製鋼、目標番号1768（北緯34°41’45”–東経135°13’20”）。目視投弾。爆撃の結果は投弾後観測せず。投弾後目標が雲に隠れたため。」。
戦後、この着弾地点は不明のままであった。近年の調査(日記と航空写真など)によって、 兵庫県立神戸高等学校裏手の摩耶山(まやさん)に着弾した可能性が浮上している。
摩耶山で見つかった金属片を分析調査した結果、「模擬原爆」ではなく通常の250Kg爆弾のものだったと2024年12月に報道された。さらに調査は続けられる。

### 7月26日　出撃命令27号　名古屋
任務番号9。10機が出撃。292号機は機長　ルイス。クルー B-9。補助乗員にビーブ（Vernon C. Beebe）が加わる。
「最終報告」によれば、292号機は、名古屋（北緯35°08’ - 東経136°55’）を攻撃。
天候は、10/10の雲が覆う。レーダー攻撃。
パンプキン爆弾は、1945年7月26日午前9時41分、名古屋市昭和区山手通2丁目（八事日赤病院北交差点）に投下されていた。この場所で、1個の4.5トンの大型爆弾（これには通常の火薬が約2トンが詰め込まれていた）が爆発した。死亡5、傷1以上。

## 広島市への原爆投下
作戦に関わった機体名、クルー名などをまとめると次の表になる。
|          | ＜ 気象任務 ＞   |                          |                        |        |                  |
| 機体番号 | ビクターナンバー | 機長                     | 機体名                 | クルー | 備 考            |
| -------- | ---------------- | ------------------------ | ---------------------- | ------ | ---------------- |
| 298      | 83               | テイラー                 | フル・ハウス           | A-1    | 長崎の気象観測   |
| 303      | 71               | ウィルソン               | ジャビット3世          | B-6    | 小倉の気象観測   |
| 301      | 85               | エザリー                 | ストレート・フラッシュ | C-11   | 広島の気象観測   |
| 302      | 72               | 予備機                   | トップ・シークレット   |        |                  |
|          | ＜ 攻撃班 ＞     |                          |                        |        |                  |
| 292      | 82               | ティベッツ               | エノラ・ゲイ           | B-9    | リトルボーイ搭載 |
| 353      | 89               | スウィーニー             | グレート・アーティスト | C-15   | ラジオゾンデ搭載 |
| 291      | 91               | マクォート               | ネセサリー・エビル     | B-10   | 写真撮影         |
| 354      | 90               | マックナイト             | ビッグ・スティンク     | B-8    | 硫黄島待機       |
| 304      | 88               | マクォートのための予備機 | アップ・アン・アトム   |        |                  |

最終報告には、爆撃の結果は「優秀」、任務成果は「優秀」と記載されている。
1971年（昭和46年）に発刊された『広島原爆戦災誌 全巻』（本論4巻・資料編1巻 計5巻）のPDFファイルの1408ページのうち29ページから30ページにウィリアム・スターリング・パーソンズ大佐の航空日誌が引用掲載されている。26ページには、「広島市への侵入経路」等の図が掲載されている。エノラ・ゲイのナビゲータだったヴァン・カークは飛行ログファイルを残している。

### テニアン島北飛行場を出発
8月4日の午後3時にブリーフィングが行われた。作戦に参加する7機の関係者が集まった。ティベッツ、パーソンズが作戦について説明した。8月5日、午後3時30分、原爆リトルボーイが組み立て小屋から地面に掘られた1.8m×4ｍのピットへ運ばれた。牽引されてきたB-29爆撃機 シルバープレート　82号機の機首に「エノラ・ゲイ」と書かれ、垂直尾翼のマークがRに書き換えられた。その後、原爆リトルボーイは油圧式ウィンチで爆弾倉に牽き上げられた。夕食までに給油と点検作業が行われた。出発直前、尾部銃手ボブは、写真班の将校、ジェローム・J・オシップから爆発の瞬間を撮影するようにK-20カメラを渡された。エノラ・ゲイの機体を背に、ライトが輝く中で記念撮影後、午前2時20分、機内へ入り出発準備に入った。午前2時45分、A滑走路から東へ離陸。この後、2分間隔でグレート・アーティスト、91号が離陸した。

### 硫黄島上空
午前5時20分、硫黄島上空。3分後に3機が合流。午前7時25分、ストレートフラッシュからの暗号無線を受信。「全高度にわたり雲量は3/10以下」　「助言、第一目標に投下。」

### 広島へ向かう
眼下に四国が見え、彼方に瀬戸内海が広がっていた。午前8時5分、攻撃始点。午前8時12分、高度9400ｍで相生橋から26Km東の投下点に至る。午前8時13分30秒すべてが爆撃手に任され、全員は保護めがねを付けた。後方、1.6Kmにグレート・アーティストと3.2Kmに91号が飛行していた。

### 広島市へ原子爆弾「リトルボーイ」投弾
午前8時15分17秒、上空9600ｍから投下。エノラ・ゲイは、機体を60度に傾けて右に急旋回し速度を上げて急降下の退避飛行を行った。グレート・アーティストは爆発威力を測定する3個のラジオゾンデを投下し、60度に機体を傾け左へ急旋回して急降下で退避飛行を行った。リトルボーイ投下から43秒後、午前8時16分、相生橋から240ｍ離れた島病院の上空540ｍで炸裂した。目も眩む閃光のあと、2度の衝撃が機体を襲った。尾部銃手ボブは銃座からキノコ雲の写真を撮影した。

### テニアン島北飛行場へ帰着
テニアン島まであと38分の上空で、ティベッツはファレル准将からの祝電を受け取った。グレート・アーティストと91号はエノラ・ゲイを先に着陸させた。テニアン時間14時58分着陸（日本時間：13時58分）。12時間13分の飛行時間だった。写真班のオシップはボブからK-20カメラを受け取り、グレート・アーティスト、91号の機体下部に取り付けてあったK-17カメラの撮影済みフィルムを取りだし現像処理を行った。しかし、使用できるものはボブが撮影したキノコ雲の写真のみだった。
駐機場で戦略航空軍司令官カール・トゥーイ・スパーツ大将がティベッツの飛行服の胸に殊勲十字章を着けた。他の搭乗員は銀星章が授与された。エノラ・ゲイの搭乗員は、その日の午後、医療関係者による診察を受け、報告会に出席した。会場には、ジャイルズ(Barney Giles)、トゥワイニング（ Gen Twining）、デイビス（Gen Davies）などが同席し、バン・カークの報告などを聞いた。情報部将校ヘイズン・ペイエット Hazen Payette が司会進行し、報告を受けた。
トルーマン大統領は、ポツダム会談から帰国する途中の旅の4日目、オーガスタの乗組員と一緒に昼食をとっているときに、ホワイトハウスのマップルームの当直官フランク・グラハム大尉から電文を渡された。
その後、世界に向かって原子爆弾を広島へ投下したことを発表した。
広島への原爆投下を伝える米大統領の声明（抄）

## 作戦終了後
1945年11月8日にニューメキシコ州、ロズウェル陸軍航空基地（現ウォーカー空軍基地）に到着。1946年4月29日にクロスロード作戦に参加するためクェゼリン環礁に向かうが、投下作戦がビキニ環礁に変更となったため、翌日にカリフォルニア州トラビス空軍基地へと帰還している。その後、機体保存が決定され、1946年7月24日にアリゾナ州デビスモンサン空軍基地へと移送された。1946年8月30日には陸軍航空隊を除籍し、スミソニアン博物館名義へと変更されている。その後1953年12月2日メリーランド州、アンドルーズ空軍基地へ移送、そこで解体保存されることとなる。

## 国立航空宇宙博物館展示騒動

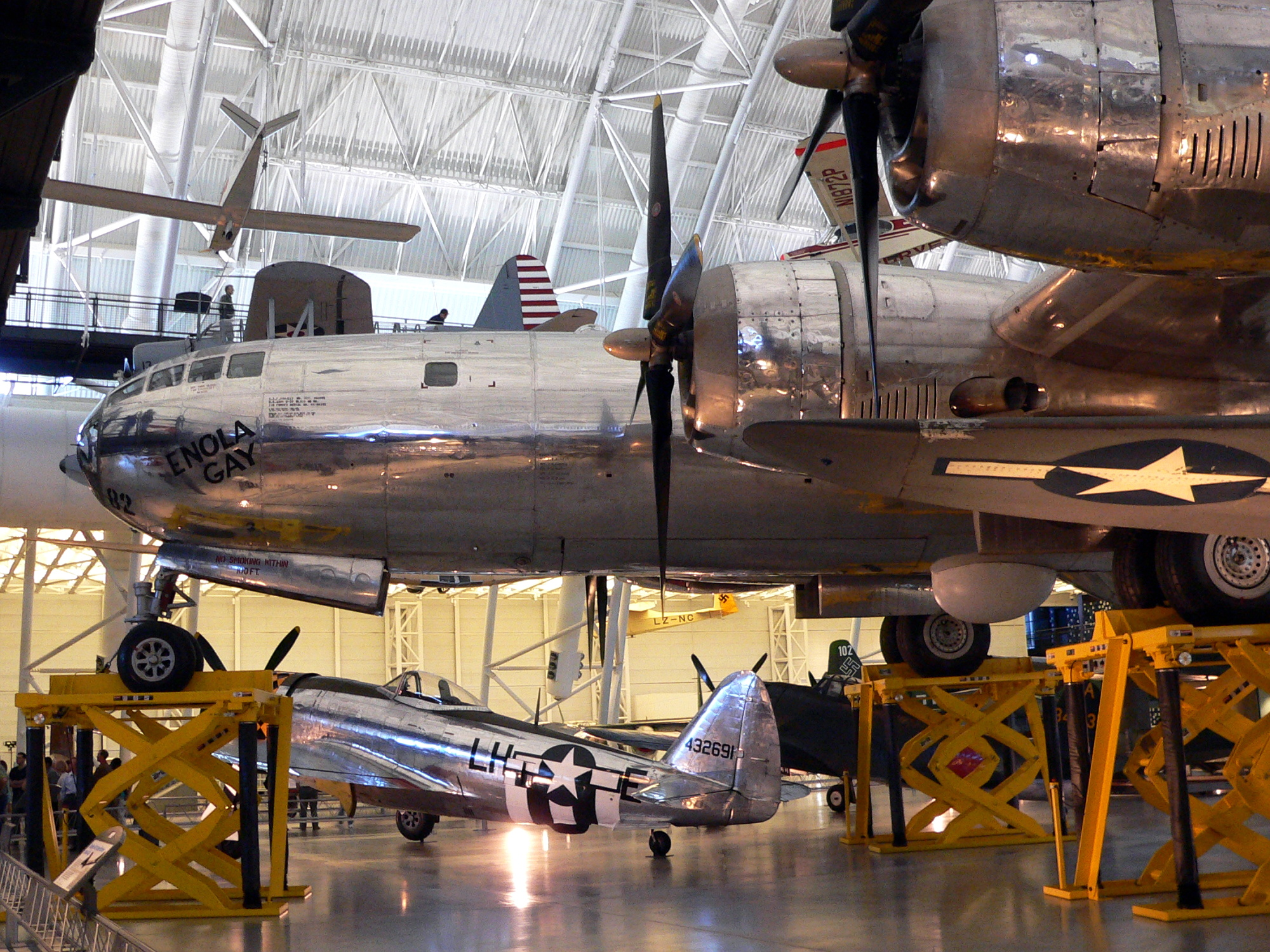
スティーブン・F・ウドヴァーヘイジー・センターに展示されているエノラ・ゲイ

1995年に、国立航空宇宙博物館側が原爆被害や歴史的背景も含めて、レストア中のエノラ・ゲイの展示を計画した。この情報が伝わると、アメリカ退役軍人団体などから抗議の強い圧力がかけられ、その結果、展示は広島への原爆被害や歴史的背景を省くこととなり、規模が大幅に縮小され機体と簡単な説明文のみの展示となった。この一連の騒動の責任を取り、マーティン・ハーウィット館長は辞任した。
その後、エノラ・ゲイはレストアが完了し、同博物館の別館となるスティーブン・F・ウドヴァーヘイジー・センター（ワシントン・ダレス国際空港近郊に位置）が完成したことにより、現在はその中で公開されている。重要な常用展示機体であり、その歴史的背景から破壊行為などが行われないよう、複数の監視モニターにて監視され、不用意に機体に近づく不審者に対しては監視カメラが自動追尾し、同時に警報が発生するシステムを採用。2005年には映像解析装置も組み込まれるなど、厳重な管理の元で公開されている。
前述したような事態が繰り返されるのを避ける目的で、原爆被害や歴史的背景は一切説明されていないために、その展示方法には批判的な意見も存在する。
その後、同博物館は2025年に予定されている展示刷新に合わせて、原爆投下後の広島と長崎の街を写した写真の展示を計画している。

## 乗組員

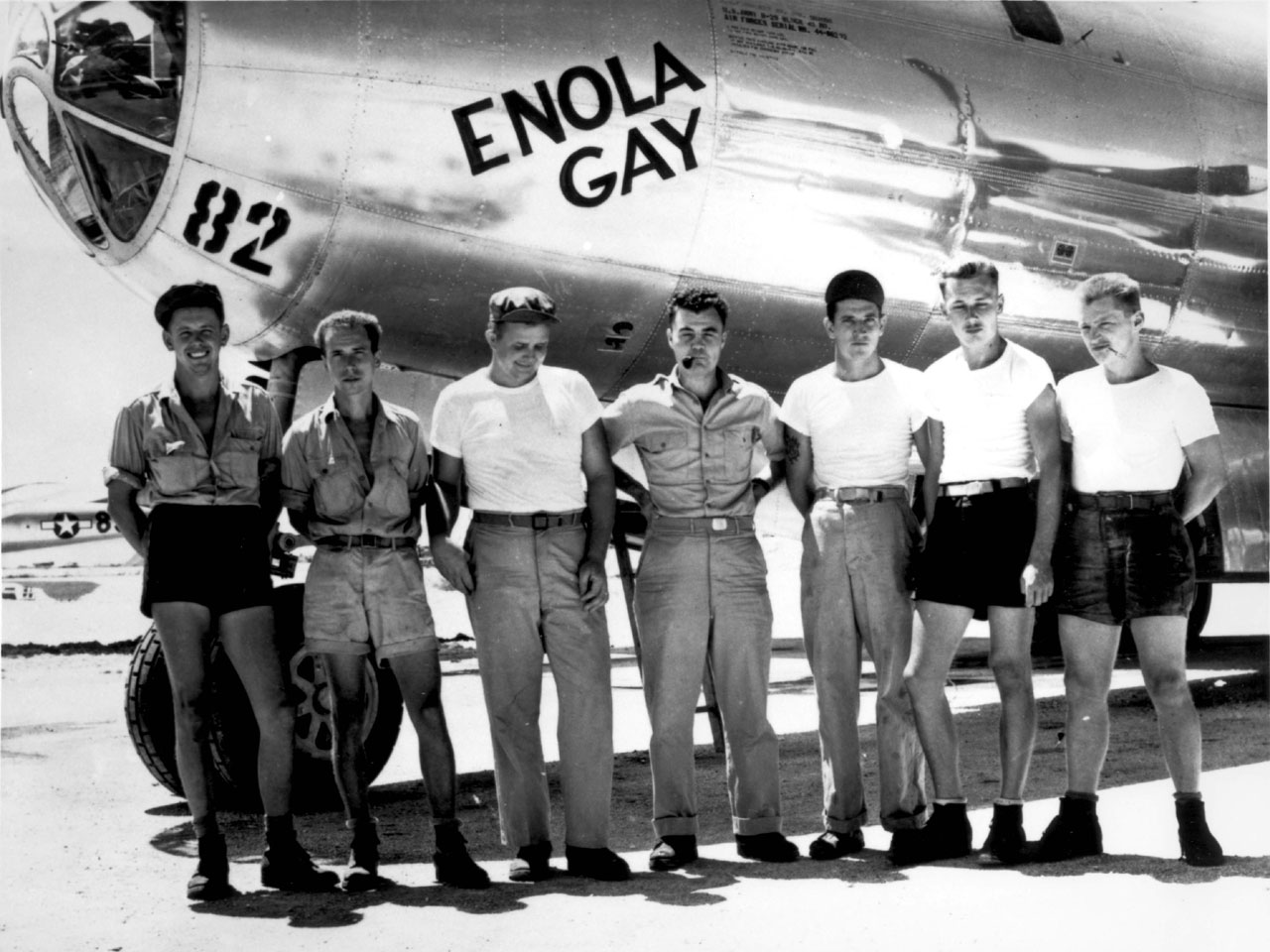
作戦を実行した乗員達。中央がティベッツ大佐

出撃当時の乗組員構成（全12名）。2014年7月28日、同機最後の生存者であったセオドア・ヴァン・カークが93歳で死去したため、ボックスカーを含め、原爆投下に参加した搭乗員の存命者はいなくなった。
- 機長・操縦士：ポール・ティベッツ（Paul W. Tibbets, Jr.）
- 副操縦士：ロバート・A・ルイス（Robert A. Lewis）
- 爆撃手：トーマス・フィヤビー（Thomas Ferebee）
- レーダー士：ジェイコブ・ビーザー（Jacob Beser 1921〜92） - ボックスカーにも搭乗し、長崎の原爆投下にも参加した唯一の人物[68]。71歳で死去[69]。
- 航法士：セオドア・ヴァン・カーク （Theodore Van Kirk）- 原爆投下は「奪った命より多くの命を救った」戦争終結に必要な手段だったとしつつも、繰り返してはならない「過ち」であると語っている[70]。
- 無線通信士：リチャード・H・ネルソン（Richard H. Nelson 1925〜2003）- 「亡くなった人に対しては気の毒に思うが、原爆投下に参加したこと自体に後悔はない」と語っている[71]。
- 原爆点火装置設定担当：ウィリアム・S・パーソンズ（William S．Parsons）
- 電気回路制御・計測士：モリス・ジェプソン（Morris R. Jeppson）
- 後尾機銃手・写真撮影係：ジョージ・R・キャロン（George R. Caron）
- 胴下機銃手・電気士：ロバート・H・シューマード（Robert H. Shumard 1920〜67）
- 航空機関士：ワイアット・E・ドゥゼンベリー（Wyatt E. Duzenberry 1913〜92）
- レーダー技術士官：ジョー・S・スティボリック（Joe S. Stiborik 1914〜84）